# Piero Sfiligoi
Piero Sfiligoi (Palmanova, 3 giugno 1994) è un canottiere italiano.

## Palmarès

### Campionati Mondiali Tipo Olimpico
| Anno | Manifestazione               | Sede      | Evento | Risultato |
| ---- | ---------------------------- | --------- | ------ | --------- |
| 2015 | Campionati Mondiali Under 23 | Plovdiv   | BLM4-  | Oro       |
| 2016 | Campionati Mondiali Under 23 | Rotterdam | BLM4-  | Oro       |
| 2017 | Campionati Mondiali Assoluti | Sarasota  | LM4-   | Oro       |

### Campionati Mondiali Coastal Rowing
| Anno | Manifestazione                     | Sede                 | Evento | Risultato |
| ---- | ---------------------------------- | -------------------- | ------ | --------- |
| 2016 | Campionati Mondiali Coastal Rowing | Principato di Monaco | CM2x   | Argento   |
| 2017 | Campionati Mondiali Coastal Rowing | Thonon-les-Bains     | CM4x+  | Oro       |
| 2018 | Campionati Mondiali Coastal Rowing | Victoria             | CM4x+  | Oro       |
| 2019 | Campionati Mondiali Coastal Rowing | Hong Kong            | CM4x+  | Argento   |

### Campionati Mondiali Universitari
| Anno | Manifestazione                   | Sede       | Evento | Risultato |
| ---- | -------------------------------- | ---------- | ------ | --------- |
| 2014 | Campionati Mondiali Universitari | Gravelines | LM4-   | Argento   |
| 2018 | Campionati Mondiali Universitari | Shanghai   | LM2x   | Oro       |

### Campionati Europei
| Anno | Manifestazione     | Sede   | Evento | Risultato |
| ---- | ------------------ | ------ | ------ | --------- |
| 2017 | Campionati Europei | Račice | LM4-   | Argento   |